# Parlatorium
Beim Parlatorium (mittellat. parabolare, „sprechen“), auch Sprechzimmer genannt, handelt es sich um den Bereich eines Klosters, in dem die Nonnen oder Mönche Besucher empfangen. Meist handelt es sich dabei um mehrere Räume verschiedener Größen.
In Orden, deren Nonnen zur Einhaltung der päpstlichen Klausur verpflichtet sind, kann ein Teil des Sprechzimmers durch ein Klausurgitter bzw. zusätzlich zum Gitter von innen durch hölzerne Läden abgeteilt sein. Die Nonnen bleiben dabei in der Klausur, während der Teil des Raumes vor dem Gitter zum Bereich der Klosterpforte gehört, der zum Empfang von Gästen dient und nicht zur Klausur gehört. In diesem nicht-sakralen Bereich findet sich z. B. auch die Klappe für Findelkinder, wie im Parlatorium der Basilica Nossa Senhora do Patrocínio von Porto.

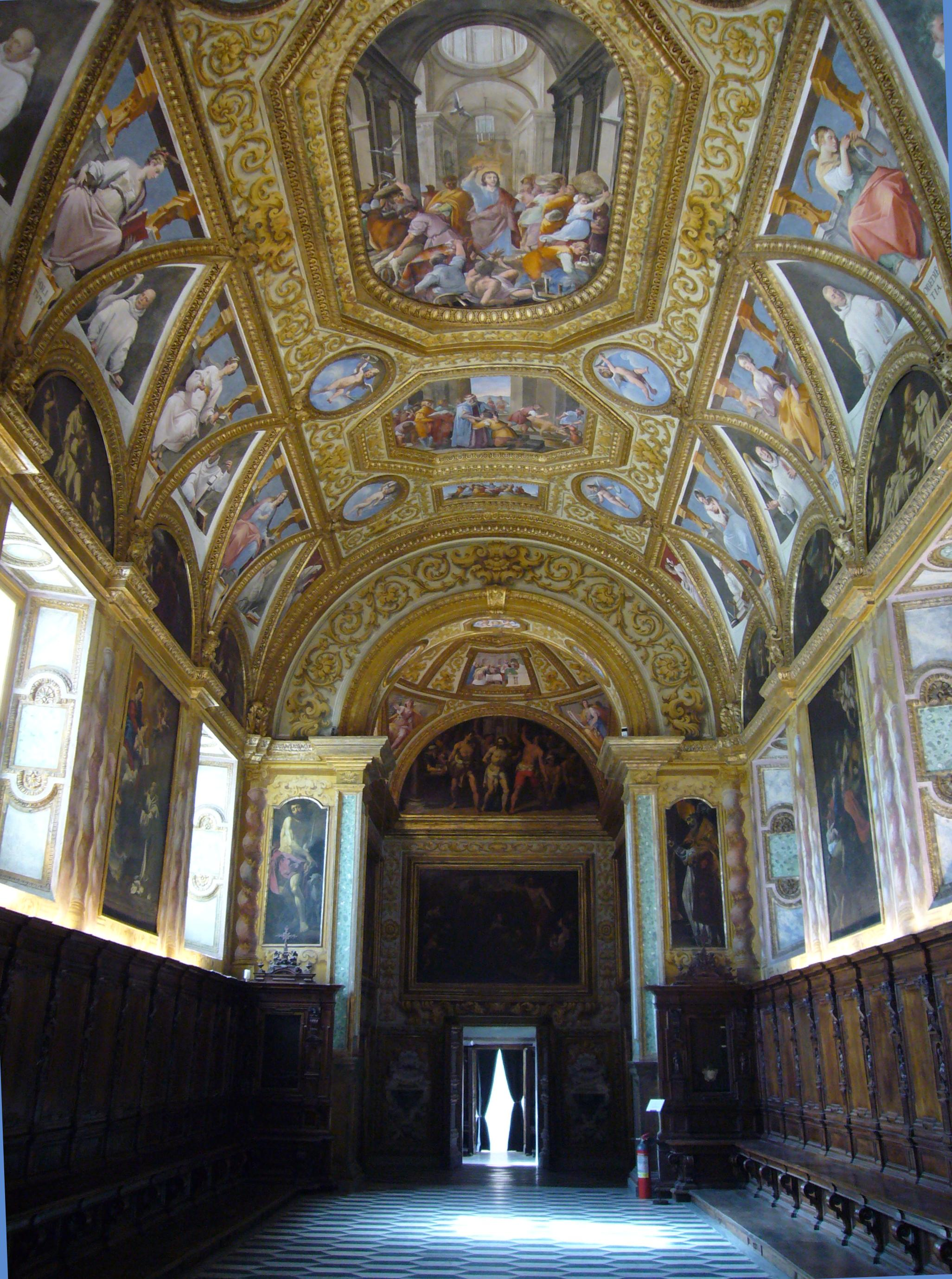
Parlatorium der Kartause von San Martino
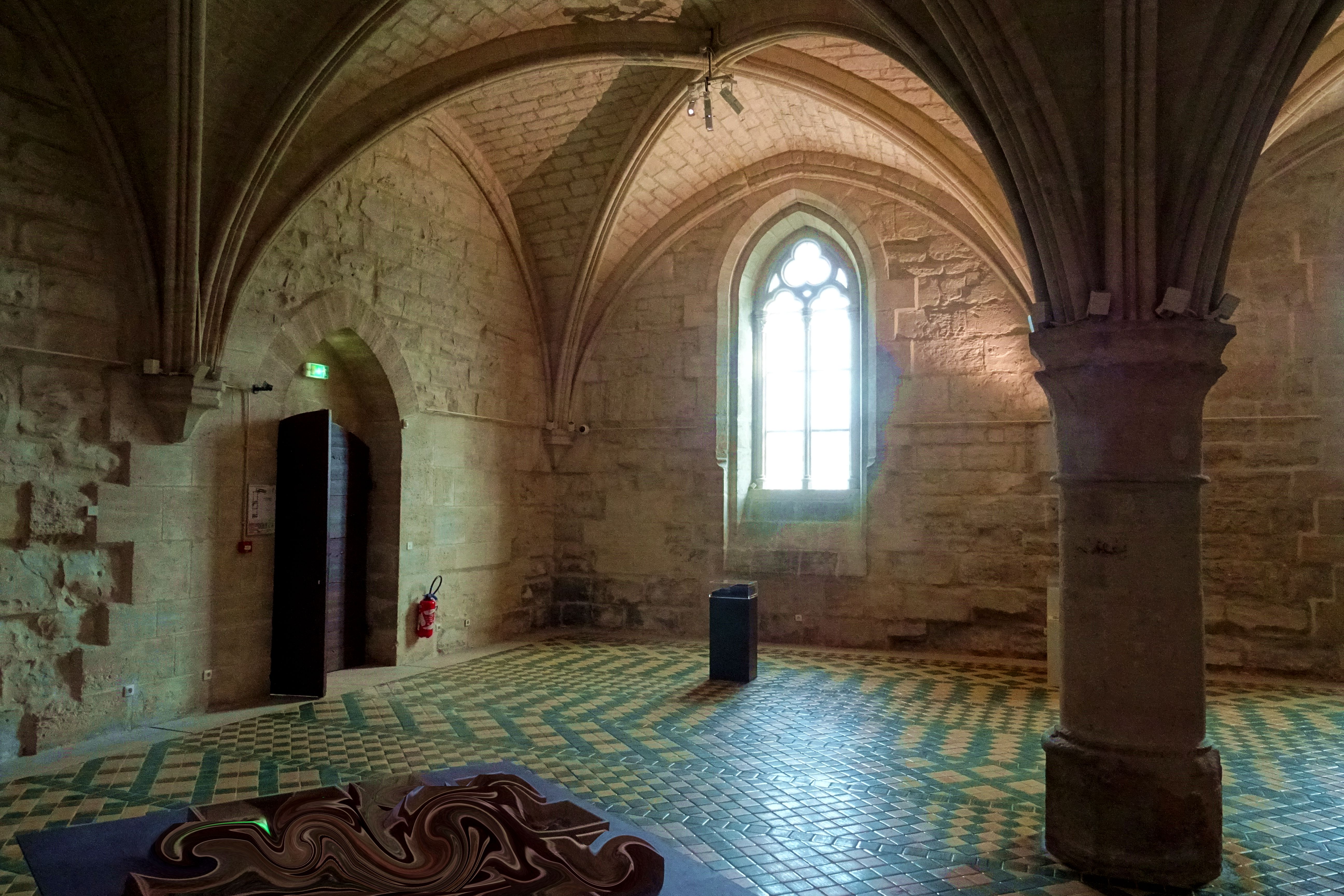
Parlatorium der Abtei von Maubuisson, Saint-Ouen-l’Aumône
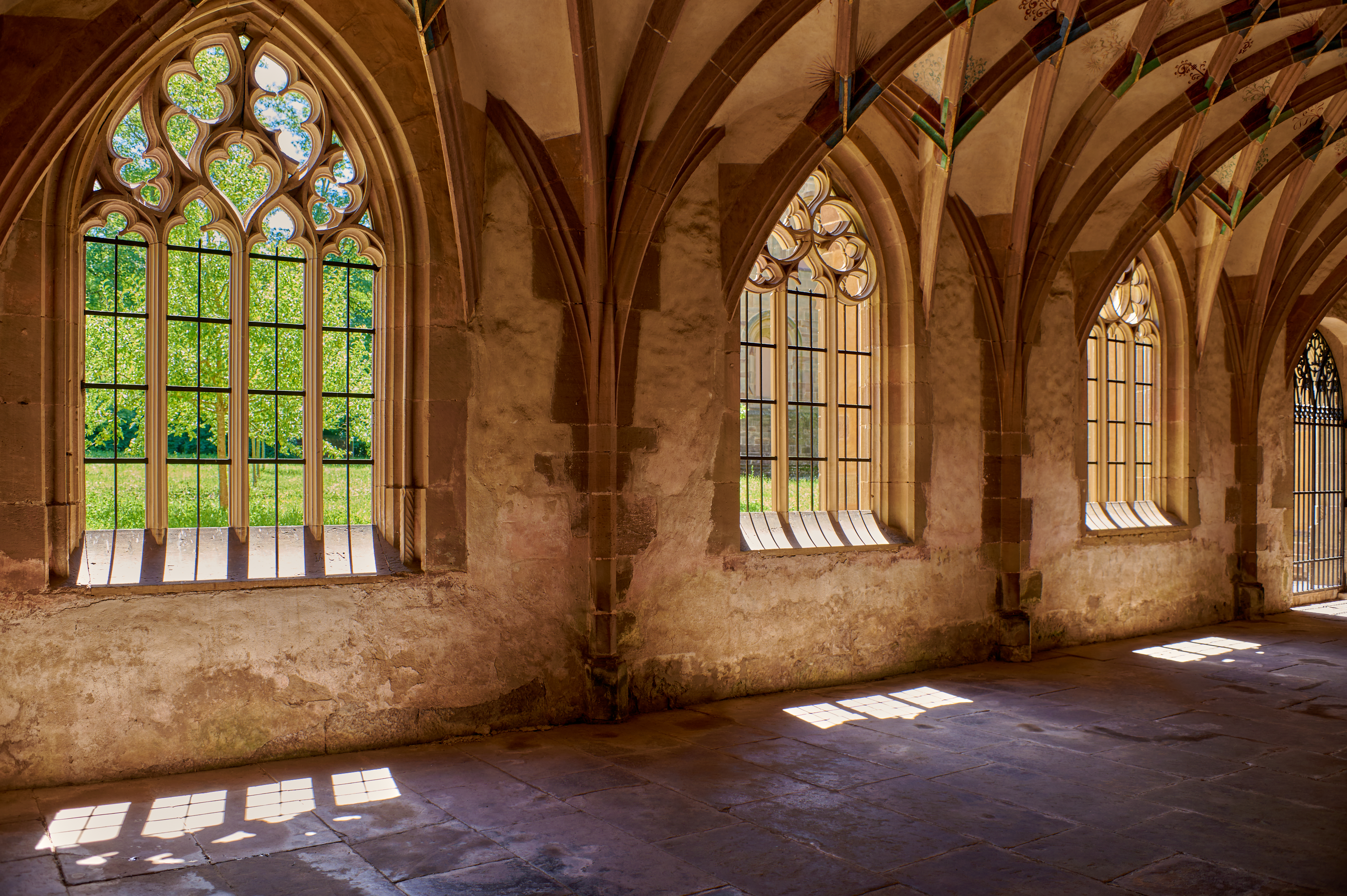
Parlatorium Kloster Maulbronn
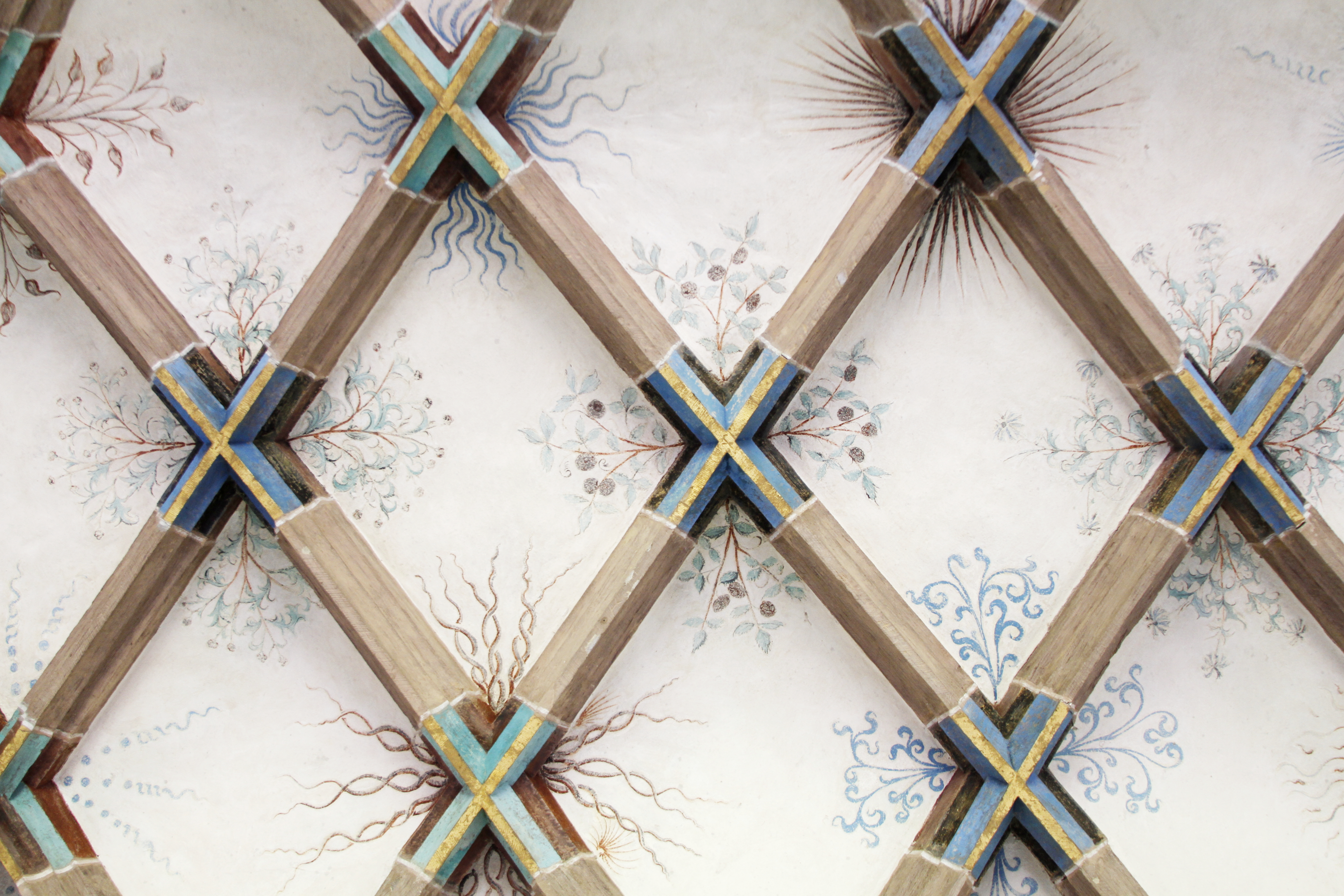
Deckendetail Parlatorium Kloster Maulbronn
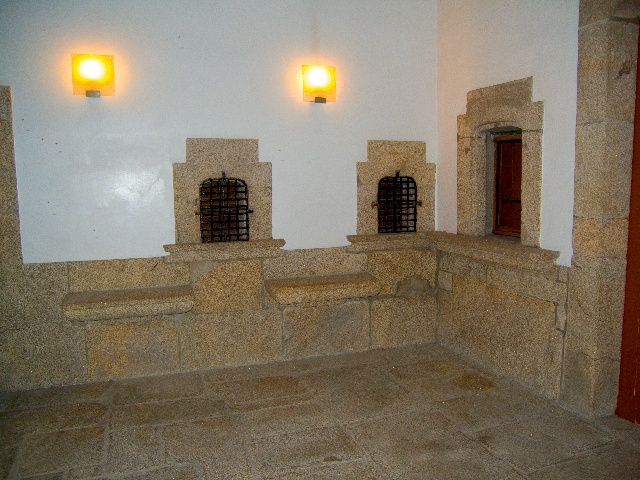
Parlatorium der Basilika Unserer Lieben Frau als Schutzpatronin in Porto mit Findelkind-Klappe

Ausgehend von der ursprünglichen Bedeutung wird der Begriff auch für Sprechräume anderer Einrichtungen genutzt, in denen sonst üblicherweise Ruhe herrscht, so z. B. in Bibliotheken oder auch im Zuge der Säkularisierung ehemaliger Klöster für neue Formate eingesetzt. Entsprechend der hochwertigen oder geringschätzigen Ausstattung in den Klöstern finden sich auch die Parlatorien der Bibliotheken in unterschiedlichsten Ausführungen, wobei eine Bibliothek durchaus über mehrere solcher Räume oder Bereiche verfügen kann. Ein Beispiel für eine eher spartanische Version ist das Parlatorium der Universität Zürich mit 3,70 m Länge und 1,5 m Breite sowie zwei rechteckigen Tischen.

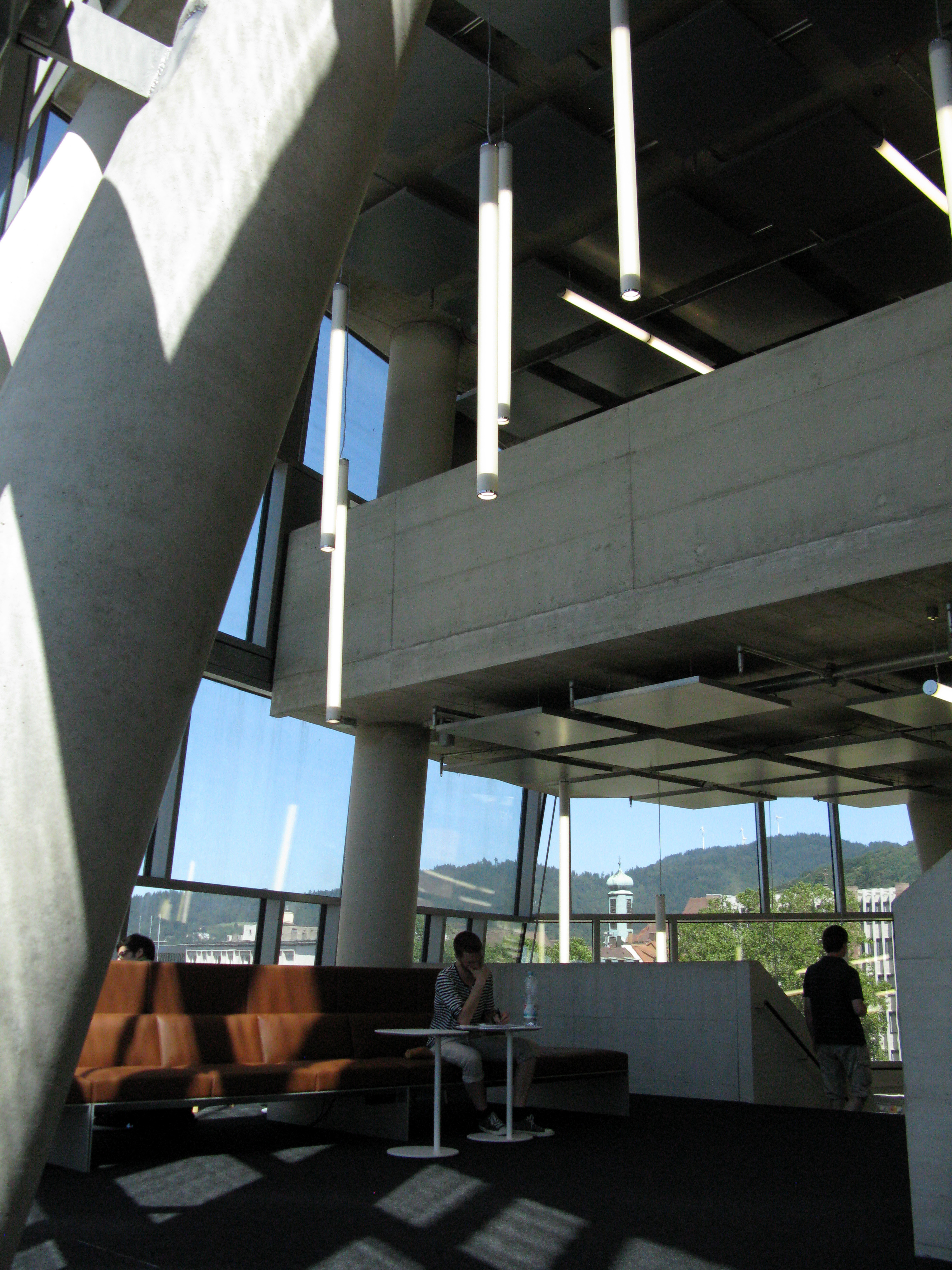
Parlatorium Nummer 7 der Universitätsbibliothek in Freiburg im Breisgau
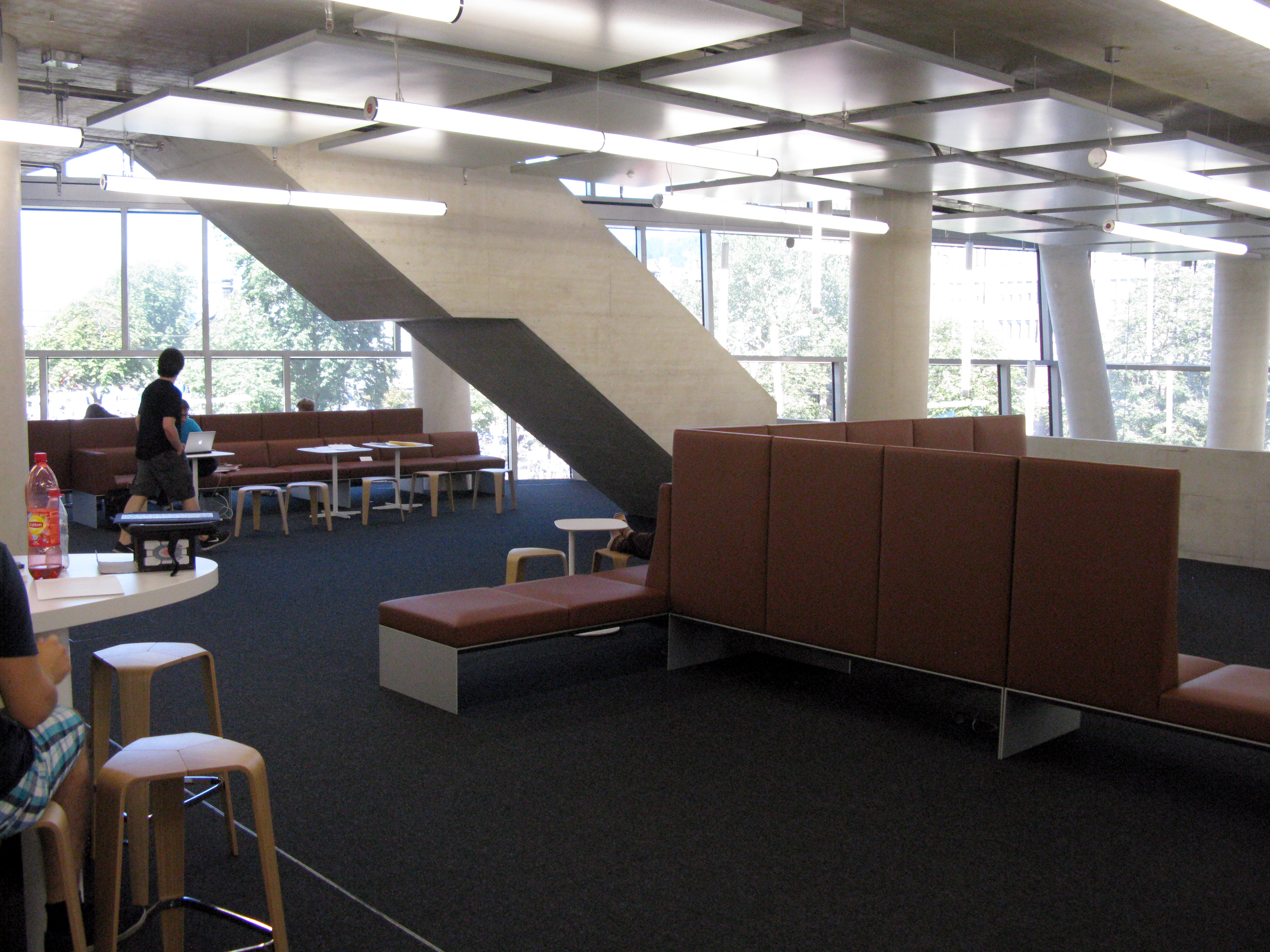
Parlatorium Nummer 12 der Universitätsbibliothek in Freiburg im Breisgau